# Rhodophysemopsis
Rhodophysemopsis, rod crvenih algi iz porodice Meiodiscaceae, dio reda Palmariales. Postoje dvije priznate vrste, sve su morske
Rod je opisan 1991; tipična vrsta je R. laminariae uz obale Japana.

## Vrste
1. Rhodophysemopsis hyperborea (Rosenvinge) Masuda
2. Rhodophysemopsis laminariae Masuda - tip